# Acroporium ramuligerum
Acroporium ramuligerum är en bladmossart som beskrevs av Hugh Neville Dixon 1935. Acroporium ramuligerum ingår i släktet Acroporium och familjen Sematophyllaceae. Inga underarter finns listade i Catalogue of Life.